# Brdo pri Lukovici
Brdo pri Lukovici este o localitate din comuna Lukovica, Slovenia, cu o populație de 5 locuitori.